# 高地街道
高地街道，是中华人民共和国广东省茂名市电白区下辖的一个乡镇级行政单位。

## 行政区划
高地街道下辖以下地区：
高地社区、墨胶社区、澳内海社区、那贞社区、粤海社区、那花社区、中海社区和山海社区。